# Synagogue de Peyrusse-le-Roc
La synagogue de Peyrusse-le-Roc est une tour médiévale situé à Peyrusse-le-Roc, en France dans le département de l'Aveyron, qui aurait servi de synagogue.

## Localisation
La tour est située sur la commune de Peyrusse-le-Roc, dans le département français de l'Aveyron.

## Historique
L'existence d'une communauté juive à Peyrusse au Moyen Âge est une hypothèse vraisemblable. 
L'édifice est inscrit au titre des monuments historiques en 1992.